# Алессандро Сафіна
Алессандро Сафіна (італ. Alessandro Safína; нар. 14 жовтня 1963, Сієна, Тоскана, Італія) — італійський тенор.

## Біографія

### Початок кар'єри. «Класичний» період
Алессандро захоплюється музикою з дев'яти років. Його батьки були гарячими прихильниками опери і з самого дитинства намагалися залучити цю пристрасть і своєму синові. У віці 17 років він вступив до консерваторії Луїджі Керубіні у Флоренції. 1989 року виграв перший приз в пісенному конкурсі «Concorso Lirico Internazionale». Спочатку працював в області академічної музики, виконував головні партії в операх «Богема», «Севільський цирульник», «Капулетті і Монтекі», «Любовний напій», «Русалка», «Євгеній Онєгін». Також брав участь в постановках оперет «Сіссі», «Роз-Марі», «Орфей у пеклі» і «Весела вдова». Сафіна приділяв велику увагу релігійно-духовного репертуару: він виконав «Месу» Гуно в Базиліці Сен-Дені, «Месу Ді Глорія» Пуччіні і «Маленьку урочисту месу».
У Алессандро Сафіна є син П'єтро (род. 2002) від шлюбу з італійською танцівницею і актрисою Лоренца Маріо.

### З середини 1990-х рр. дотепер. «Оперний рок»
В середині 1990-х рр. Сафіна вирішує спробувати себе в новому жанрі, який сам співак назвав «оперним роком» (елементи попмузики, соулу, мюзиклів в поєднанні з академічним вокалом). Тоді ж він починає спільну роботу з відомим італійським композитором, піаністом і продюсером Романо Музумарра, з яким вони спочатку записують сингл La Sete Di Vivere (1999), а потім і повноцінний альбом «Insieme A Te» (1999). Співак презентував свій дебютний альбом ще до його виходу в знаменитому театрі «Олімпія» в Парижі.
Великий успіх прийшов до Сафіна в Нідерландах, коли він взяв участь у концерті The Night Of The Proms. Сингл Luna з альбому Insieme A Te, що вийшов в 2000 році, протримався на вершині голландського хіт-параду протягом 14 тижнів. Альбом Insieme A Te вийшов у понад 30 країнах світу, став «золотим» в Бразилії та на Тайвані і чотири рази «платиновим» в Нідерландах всього за кілька місяців.
2001 рік був відзначений першим повномасштабним світовим турне Сафіна. Він виступив з концертами в Нідерландах (Гаазі та Амстердамі), Італії, Франції, Бельгії, Великій Британії (де тенор бере участь у концерті Royal Variety Performance і співає для королеви Єлизавети II разом з іншими світовими знаменитостями), Бразилії (Сан Паоло і Ріо), США (концерт в нью-йоркському Радіо-Сіті Холі), Канаді та Кореї.
У тому ж 2001 році співак взяв участь у записі саундтрека фільму-мюзиклу База Лурманна «Мулен Руж!», виконавши композицію Елтона Джона Your Song в дуеті з актором Юеном Мак-Грегором. У вересні того ж року він виступив з концертом у знаменитому амфітеатрі El Greco в Таорміні. Концерт Only Yoy Live In Italy згодом показали на американському телеканалі PBS в рамках серії концертів Great Performances і випустили на DVD.

## Цікаві факти
Кумир Алессандро Сафіна — легендарний Енріко Карузо. Однак крім класичної музики, співак цікавиться і поп, і рок-музикою. Серед музичних пристрастей Алессандро — U2, Genesis, Depeche Mode і The Clash.
Крім співочої кар'єри, Сафіна знявся в кіно. Він зіграв самого себе в серіалі «Клон» (одному з найуспішніших бразильських телесеріалів виробництва телекомпанії Глобу) і виконав роль художника Маріо Каварадоссі у вільній екранізації опери Джакомо Пуччіні «Тоска» під назвою Tosca E Altre Due.

## Алессандро Сафіна в Україні
На початку 2011 року Алессандро взяв участь в українському телешоу X-Factor, в якому в дуеті Олексієм Кузнєцовим виконав свій хіт Luna.
26 березня 2011 Алессандро Сафіна взяв участь у церемонії вручення премії «Людина року 2010» в Україні, де йому була вручена нагорода Solo Star. На наступний день він дав перший великий концерт у Києві, який пройшов з аншлагом. 14 квітня 2011 тенор взяв участь в урочистій церемонії вручення щорічної Національної премії України «Гордість країни».
22 березня 2012 відбувся черговий концерт А. Сафіна в Києві в рамках українського турне співака. Дві з половиною години живого співу в супроводі симфонічного оркестру продовжилися півгодинними виступами на біс.

## Дискографія

### Сольні альбоми
1. 1.Insieme A Te (1999, дебютний альбом)
2. 2.Insieme A Te (2001, перевидання)
3. 3.Junto A Ti (2001, іспаномовна версія альбому Insieme A Te)
4. 4.Alessandro Safina (2001, перевидання)
5. 5.Alessandro Safina (2001, перевидання, додано бонус-трек)
6. 6.Insieme A Te (2002, вийшов лише в Італії)
7. 7.Musica Di Te (2003)
8. 8.Sognami (2007)

### Сингли
1. Сингл «La Sete Di Vivere» (1999)
2. Сингл «Luna» (2000)
3. Сингл «Aria E Memoria» (2001)
4. Сингл «Life Goes On» (duet with Petra Berger, 2007)

### Максі-сингли
1. Максі-сингл «Luna» (2000)
2. Максі-сингл «Insieme A Te» (2001, видавався в Нідерландах)
3. Максі-сингл «Aria E Memoria» (2001)

### Концерти та ДВД
1. Live In Italy «Only You», 2001 (концерт був записаний в грецькому амфітеатрі El Greco в Таорміні)